# West Brookfield (hrabstwo Worcester)
West Brookfield – jednostka osadnicza w Stanach Zjednoczonych, w stanie Massachusetts, w hrabstwie Worcester.